# Bahar Soomekh
Bahar Soomekh (persisch بهار سومخ, * 30. März 1975 in Teheran) ist eine US-amerikanische Schauspielerin iranisch-jüdischer Herkunft.

## Leben
Bahars Familie stammt aus Teheran, bzw. Hamadan, der Name Soomekh (zuweilen auch Somekh) ist ein geläufiger Nachname unter persischen Juden. Saba, ihre ältere Schwester, studierte Religionswissenschaften an der Harvard Divinity University, nachdem sie 1979 nach Los Angeles umgezogen waren. Die Familie floh vor der Iranischen Revolution.
Bahar Soomekh besuchte bis 1993 die Beverly Hills High School, wo sie Violine im Schulorchester spielte. Später studierte sie an der University of California in Santa Barbara Umweltwissenschaften. Neben ihrer beruflichen Tätigkeit in einem Unternehmen nahm sie abends Schauspielunterricht, bevor sie die Schauspielerei zu ihrem Hauptberuf machte. Ihren ersten Fernsehauftritt hatte Bahar Soomekh 2002 in der Fernsehserie Without a Trace – Spurlos verschwunden. Danach spielte sie in L.A. Crash und mit Tom Cruise in Mission: Impossible III mit. Im Oktober 2006 war Bahar mit Saw III in den US-amerikanischen Kinos zu sehen. 2008 hatte sie einen Gastauftritt in einer Folge der vierten Staffel von Ghost Whisperer – Stimmen aus dem Jenseits. Sie spielte in der sechsten Episode Imaginary Friends & Enemies die Tricia.
Bahar Soomekh ist seit 2001 mit Clayton Frech verheiratet, der extra für die Eheschließung den jüdischen Glauben annahm. Seit 2005 haben sie einen Sohn, 2009 gebar Bahar ihr zweites Kind. Außerhalb ihrer schauspielerischen Tätigkeit engagiert sie sich für das Internationale Grüne Kreuz und betreibt Aufklärung in Bezug auf gesundheitsschädliche Chemikalien. Zusammen mit ihrem Ehemann gründete sie die Produktionsfirma T.O. Productions, die Filme zu ökologischen und sozialen Themen produziert.

## Filmografie
- 2002: Without a Trace – Spurlos verschwunden (Without a Trace, Fernsehserie, eine Folge)
- 2002, 2004: JAG – Im Auftrag der Ehre (JAG, Fernsehserie, zwei Folgen)
- 2003: Naked Hotel (Fernsehfilm)
- 2004: Intermission (Kurzfilm)
- 2004: L.A. Crash (Crash)
- 2004: A Lousy 10 Grand
- 2005: 24 (Fernsehserie, eine Folge)
- 2005: Bones – Die Knochenjägerin (Bones, Fernsehserie, eine Folge)
- 2005: Syriana
- 2006: In Justice (Fernsehserie, eine Folge)
- 2006: Mission: Impossible III
- 2006: The Unit – Eine Frage der Ehre (The Unit, Fernsehserie, eine Folge)
- 2006: Saw III
- 2006–2007: Day Break (Fernsehserie, fünf Folgen)
- 2007: Saw IV
- 2008: The Oaks (Fernsehserie, eine Folge)
- 2008: Ghost Whisperer – Stimmen aus dem Jenseits (Ghost Whisperer, Fernsehserie, eine Folge)
- 2009: Lost & Found (Fernsehfilm)
- 2010: Miami Medical (Fernsehserie, eine Folge)
- 2011: Castle (Fernsehserie, Folgen 3x16 Die schmutzige Bombe, 3x17 Countdown)
- 2011: CSI: Den Tätern auf der Spur  (CSI: Crime Scene Investigation, Fernsehserie, eine Folge)
- 2012: Parenthood (Fernsehserie, eine Folge)
- 2012: Just Like a Woman